# Puccinellia intermedia
Puccinellia intermedia är en gräsart som först beskrevs av Philipp Johann Ferdinand Schur, och fick sitt nu gällande namn av Erwin Emil Alfred Janchen. Puccinellia intermedia ingår i släktet saltgrässläktet, och familjen gräs. Inga underarter finns listade i Catalogue of Life.